# سيد عبد العزيز (روائي)
سيد عبد العزيز، كاتب روائي وأديب مصري واذاعي وعضو الشعبة العامة للاذاعيون العرب اتحاد المنتجين العرب وعضو كيان شباب الجمهورية المبدع. اشتهر بالكتابة الشعرية العامية المصرية، والروائية المعاصرة عبر ما ألّفه من إصدارت جمع فيها إلى جانب الأسلوب الأدبي الحديث والعامية المصرية المعاصرة. كانت بداية سيد عبد العزيز الأدبية مع مهرجان القراءة للجميع، حيث شارك في جميع الفاعليات منذ الصغر وحصل على شهادة تقديرية من حرم رئيس الجمهورية الاسبق سوزان مبارك وجائزة قصور الثقافة لنفس العام، وشهادة تقدير من حكومة دبي ومؤسسة محمد بن راشد ال مكتوم . عمل في مؤسسة أخبار اليوم، ثم التحق بالعمل في الاذاعة المصرية عام 2006 في اذاعة الاغاني ثم اذاعة جمهورية مصر العربية.

## عالم الادب والصحافة
كانت بداية سيد عبد العزيز في عالم الصحافة مع مؤسسة أخبار اليوم - إحدى أكبر المؤسسات الصحفية المصرية - مجلة بلبل - مجلة مخصصة للاطفال - بعد حصولة على الجائزة الادبية من السيدة سوزان مبارك، ثم جائزة قصور الثقافة مصر حيث كانت بداية بزوخ موهبتة الادبية منذ الصغر، ثم انتقل للعمل في صحف خاصة متخصصة ثم مجلة اكتوبر التابعة الي مؤسسة دار المعارف.

### المؤلفات
- صاحبة السيادة .. ورحلة البحث عن السعادة.[6]
- فتاة منتصف الساعة .. مذيعة في الاذاعة.

## عالم الاذاعة
كانت البداية في عام 2006 حيث التحق بالعمل في الاذاعة المصرية بمحض المصادفة، حين اكتشفت موهبتة في هذا المجال علي يد الاذاعية إيناس جوهر ثم اعاد اكتشافة مرة اخري الاذاعي عبد الرحمن رشاد، وبدأت الانطلاقة الاذاعية مرة اخري في اذاعة الاغاني عام 2011 ثم انتقل للعمل في اذاعة جمهورية مصر العربية عام 2017.
ترك بصمة في اذاعة الاغاني من خلال اعماله مع الفنان سمير صبري في برنامج ذكرياتي  وايضا برنامج اغاني حياتي  وبرنامج نجمك نجمي  وبعض الاعمال الوثائقية الفنية.
اضفي شكلا ورونقاً جديدا على الاذاعة المصرية بضمة الي فريق الإعداد بالشبكة الرئيسية وقدم مجموعة اعمال جديدة ضمت نجوم ومشاهير من الشخصيات العامة والسياسية في مصر وقد حظي بالتسجيل مع معظم وزراء مصر في حكومة الدكتور مصطفي مدبولي رئيس مجلس الوزراء المصري، ومنهم السفيرة سها جندي وزيرة الدولة للهجرة وشئون المصريين بالخارج و الدكتور عمرو طلعت وزير الاتصالات وتكنولوجيا المعلومات في مصر و الدكتورة نيفين القباج وزيرة التضامن الاجتماعي في مصر وأشرف صبحي وزير الشباب والرياضة المصري.

### لقاءات العلماء والدبلوماسيين

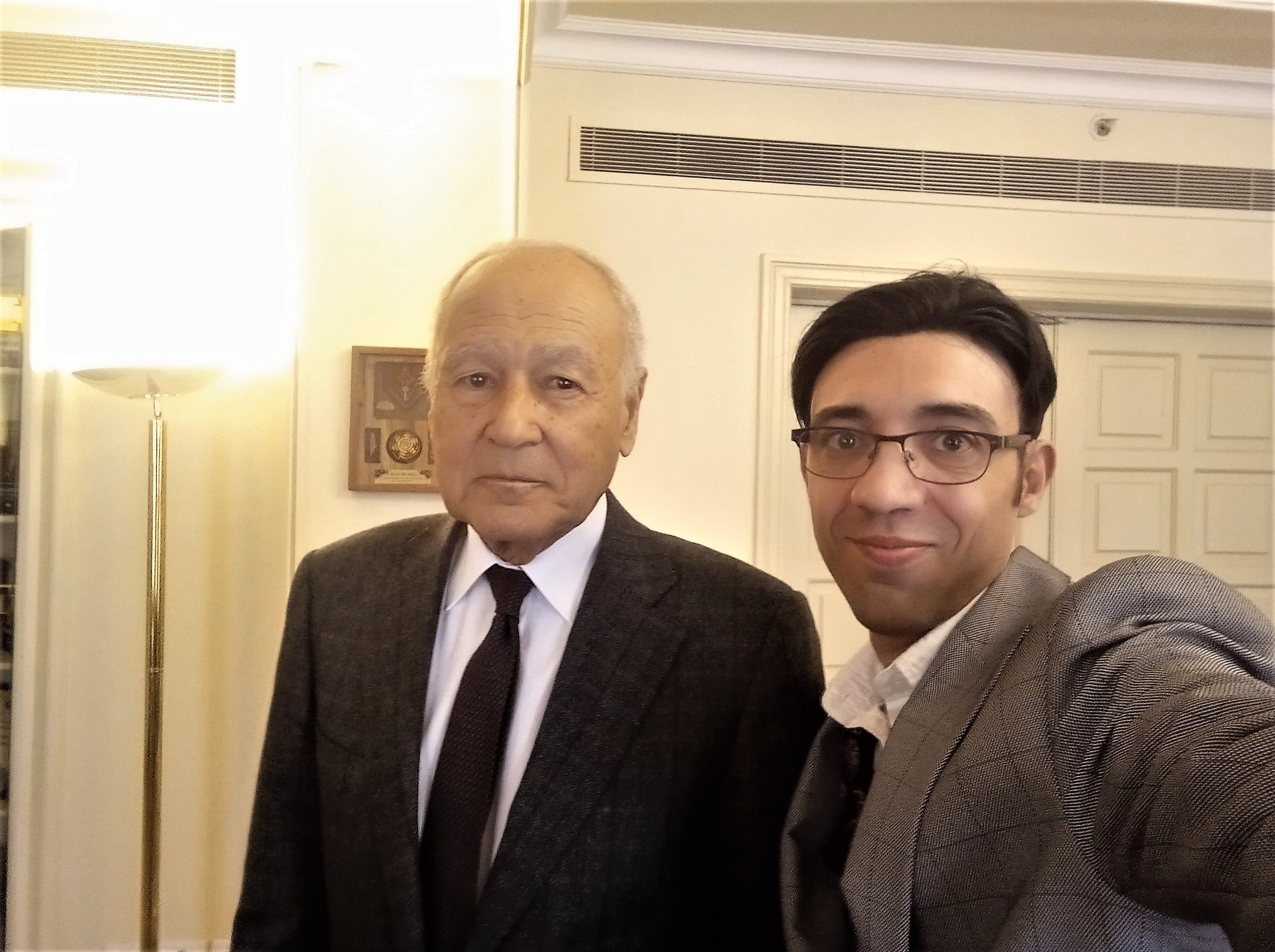
السفير أحمد أبو الغيط الامين العام لجامعة الدول العربية

كان لسيد عبد العزيز تسجيلات مع الدبلوماسيين، حيث حظي بالتسجيل مع السفير أحمد أبو الغيط دبلوماسي وسياسي مصري أمين عام جامعة الدول العربية والسفيرة ميرفت التلاوي الوكيل السابق لمنصب الأمين العام للأمم المتحدة والأمينة التنفيذية للأسكوا في عام 2001، وأيضا الأمين العام السابق للمجلس القومي للمرأة في مصر، والسيدة جيهان السادات باحثة وسيدة مجتمع مصرية. وهي زوجة الرئيس المصري الراحل محمد أنور السادات.
العالم محمد النشائي فيزيائى نظرى ومهندس مصري،، عالم الاثار زاهي حواس عالم آثار، وعالم مصريات مصري، ووزير دولة سابق لشؤون الآثار.

### لقاءات الفنانين
خلال عملة بالفن قدم تسجيلات وثائقية مع الفنان عزت العلايلي و الفنانة شويكار والفنان احمد بدير والفنانة الهام شاهين والفنانة مي نور الشريف والمطربة فاطمة عيد والفنانة مديحة يسري والمطرب محمد فؤاد والفنانة ميرنا وليد.
وكان لرمز الادب والثقافة في لقاءات سجلها مع الكاتبة الصحفية فريدة الشوباشي ورئيس تحرير نصف الدنيا والكاتبة الصحفية امل فوزي والشاعر عبد الرحمن الابنودي والشاعر جمال بخيت والشاعر بخيت بيومي والموسيقار عمر خيرت والموسيقار ميشيل المصري، كما وثق تاريخ السينما المصرية منذ عام 1930 الى عام 2010 من خلال برنامج عرض اول الذي رصدتة بوابة السينما العالمية.

## المشاركات الدولية

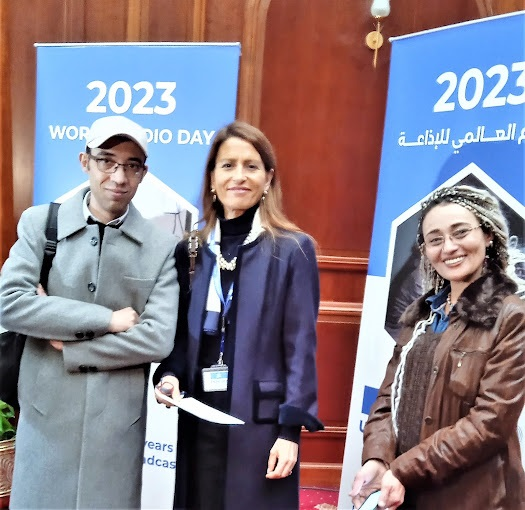
سيد عبد العزيز في احتفالية اليونسكو 2023.

شارك في اعداد حفل اليونسكو واحتفال الاذاعة المصرية باليوم العالمي للاذاعة عام 2023
```
بحضور د. 
نوريا سانز
 
[
14
]
 المدير الإقليمي لمنظمة اليونسكو بالقاهرة،
[
15
]
 وشارك بالحضور في "قمة المعرفة 2022" من حكومة دبي ومؤسسة محمد بن راشد ال مكتوم.
```

## مناصب
- مستشار رئيس قطاع للشئون الهندسية
- عضو الامانة المركزية لحزب مستقبل وطن
- عضو الشعبة العامة للاذاعيون العرب، اتحاد المنتجين العرب
- عضو كيان شباب الجمهورية المبدع

## جوائز
- جائزة سوزان مبارك في الآداب عام 1999.
- جائزة مهرجان القراة للجميع عام 1999م.
- جائزة قصور الثقافة عن عام 1999م .
- جوائز تقديرية فنية في المجال الإذاعي .
- شهادة تقدير من حكومة دبي ومؤسسة محمد بن راشد ال مكتوم 2022م